# Балтмансвајлер
Балтмансвајлер (њем. Baltmannsweiler) општина је у њемачкој савезној држави Баден-Виртемберг. Једно је од 44 општинска средишта округа Еслинген. Према процјени из 2010. у општини је живјело 5.533 становника. Посједује регионалну шифру (AGS) 8116007.

## Географски и демографски подаци
Балтмансвајлер се налази у савезној држави Баден-Виртемберг у округу Еслинген. Општина се налази на надморској висини од 453 метра. Површина општине износи 18,5 km². У самом мјесту је, према процјени из 2010. године, живјело 5.533 становника. Просјечна густина становништва износи 298 становника/km².